# Los siete locos (película)
 Los siete locos  es una película filmada en colores de Argentina dirigida por Leopoldo Torre Nilsson según su propio guion escrito en colaboración con Luis Pico Estrada, Beatriz Guido y Mirtha Arlt sobre las novelas Los siete locos y Los lanzallamas de  Roberto Arlt que se estrenó el 3 de mayo de 1973 y que tuvo como protagonistas a Alfredo Alcón, Norma Aleandro, Thelma Biral, Héctor Alterio y Sergio Renán.
El futuro director de cine Aníbal Di Salvo fue el director de fotografía.

## Sinopsis
Cuenta la historia de un hombre que luego de conseguir trabajo en una empresa azucarera, gracias al primo de su esposa, comete allí un fraude y conoce a un extraño personaje que lo vincula con un grupo con el que trama un atentado terrorista.

## Reparto
- Alfredo Alcón …Remo Erdosain
- Norma Aleandro
- Thelma Biral
- Héctor Alterio
- Sergio Renán
- José Slavin
- Osvaldo Terranova
- Leonor Manso …Hipólita
- Lilian Riera
- Luis Politti
- Noemí Granata
- Miguel Herrera
- Saúl Jarlip
- Alejandro Marcial
- Oscar Pedemonti
- Osvaldo De Marco
- Héctor Fernández Rubio
- Juan Manuel Barrau
- Jorge Povarché
- Mario Nervi
- Alfonso Senatore
- Eduardo Gualdi
- Carlos Sinópolis
- José María Secreto
- Nella Epstein
- Franco Balestrieri

## Premios
- Asociación de Cronistas Cinematográficos de la Argentina (1974)
  - Ganador del Premio Cóndor de Plata al mejor director
  - Ganadora del Premio Cóndor de Plata a la mejor actriz a Thelma Biral
  - Ganador del Premio Cóndor de Plata al mejor actor de reparto a Sergio Renán
- Festival Internacional de Cine de Berlín (1973)
  - Ganador del Premio Oso de Plata al mejor director
  - Nominada al Premio Oso de Oro a la mejor película
- Festival Internacional de Cine de Cartagena (1974)
  - Ganador del Premio India Catalina de Oro al mejor actor a Alfredo Alcón
  - Ganadora del Premio a la mejor película.

## Comentarios
El Heraldo del Cine escribió:

”El rigor de la descripción minuciosa tiene en el film un desbroce constructivo que incluye la eliminación de los continuos raccontos del libro…Torre Nilsson relata con sobriedad apreciable y logró el clima necesario aunque por momentos se ciña peligrosamente a la estructura literaria.”

Crónia dijo:

”Los siete geniales locos de Arlt.”

La Razón opinó:

”Fascinante rebelión de unos soñadores.”